# الزبيرية
الزبيرية بلدية بدائرة سغوان ولاية المدية الجزائرية.